# وليام بنهلوو هندرسون
وليام بنهلوو هندرسون (بالإنجليزية: William Penhallow Henderson)‏ (و. 1877 – 1943 م) هو رسام، ومهندس معماري من الولايات المتحدة الأمريكية .